# Laura Simó i Fabregat
Laura Simó i Fabregat (Barcelona, 7 de maig de 1957) és una cantant relacionada amb el món del jazz i reconeguda artísticament com a Laura Simó.

## Trajectòria artística
El 1987 s'edita el disc d'estàndards clàssics de jazz amb el nom de Bliss. El 1988 junt al pianista Conrad Setó, Lluís Atance al baix i David Simó a la bateria el grup Laura Simó & Conrad Setó Sound, que l'octubre de 1988 representa a Espanya en la categoria de jazz al Festival Mars International, a París. Des d'aquell any comença a treballar regularment amb el pianista Lucky Guri, i també amb Francesc Burrull. Enregistra dos temes del disc Jazz al Drac. Vol 1 en la Cova del Drac, amb músics locals, liderats pel trompetista Arnau Boix. El 1990, el músic Juan Carlos Calderón la convida a realitzar diferents concerts amb la seva Big Band. També es presenta en diferents actuacions amb el trio de jazz format per Albert Bover al piano, Guillermo Prats al contrabaix i David Xirgu a la bateria.
El 1993 participa en el concert de jazz Euroring 93 en el Palau de la Música Catalana de Barcelona, a càrrec de la Big Band de Barcelona dirigida per Francesc Burrull. Laura Simó i Carme Canela uneixen les seves veus per formar el grup Estamos Reunidas, amb Joan Vinyals a la guitarra, Xavi Ibáñez als teclats, David Simó a la bateria i Ignasi Zamora al baix elèctric. Aquell mateix any, Tete Montoliu escull Simó com a vocalista per al seu trio, i juntament amb Horacio Fumero i Peer Wiboris, actuen per diferents capitals de l'Estat Espanyol. També entra a formar part de la Big Band de John Dubuclet.
El 1997, el mateix sextet presenta el seu treball per diferents ciutats de l'Estat i a més realitza diferents concerts amb el trio de Tete Montoliu.
El 1998 enregistra un nou disc juntament amb Joan Vinyals i Horacio Fumero que porta per títol Laura Simó. De cine, my favourite things, enregistrat als estudis Gemecs de Premià de Mar. Per tercer any seguit, Laura Simó canta al Jamboree durant la setmana de Nadal, i en aquesta ocasió amb un monogràfic sobre Stevie Wonder, acompanyada per Xavi Ibáñez, Jordi Portaz, David Simó i Joan Vinyals. El 2000, Laura Simó torna a reunir-se amb Carme Canela, aquest cop amb trio de jazz i presenten el seu treball al Festival de Jazz de Terrassa; a Tortosa, acompanyades de l'Acadèmic Big Band i també al Festival de Jazz de Lugo. Segueix també presentant en directe el seu espectacle dedicat al cinema i el 2 de novembre canta a l'Auditori de Barcelona, acompanyada per l'OBC, temes del compositor alemany Wilheim Gross. El mes de desembre presenta a la sala Luz de Gas de Barcelona, dins el Festival de Jazz de Barcelona, el seu nou espectacle: Laura Simó: De Cine europeo, acompanyada de la formació Ensemble de Bellaterra, dirigida pel saxofonista Eladio Reinón.
El 2004 forma amb el pianista Francesc Capella el grup Laura Simó & Francesc Capella Trío, actuant en diferents festivals de jazz, al mateix temps produeix un programa de la televisió estatal suïssa ('Simply luxurious') sobre la ciutat de Barcelona. L'octubre del mateix any comença a col·laborar amb Albert Guinovart, Laura Simó i l'Orquestra Simfònica del Vallès (OSC), dirigida per Edmon Colomer, per a oferir un espectacle de musicals americans i catalans de Guinovart, arrenjants pel mateix músic, amb concerts al Teatre de la Faràndula de Sabadell, al Palau de la Música Catalana i en la Universitat Autònoma de Barcelona. El 2005, a Alemanya fa una Masterclass Workshop i actua amb el grup de jazz Marcus Horn trio. El 2007 s'edita el disc Laura Simó & Francesc Burrull interpreten Serrat, editat per Stres Music, enregistrant l'espectacle que durant els últims anys havien presentat conjuntament la cantant i el pianista català, interpretant versions de cançons de Joan Manuel Serrat.
El 2009, Laura Simó i Pedro Ruy-Blas, s'uneixen per a l'espectacle en directe Sueño inmaterial en el que repassen els seus respectius repertoris, amb Carme Canela com a convidada especial. Acompanyats de 33 músics i dirigits per Joan Albert Amargós, canten el 20 de maig de 2009 al Teatro Español de Madrid, a Barcelona en concert del 15 de juny de 2009 en el Palau de la Música Catalana, on s'enregistra un CD i DVD en directe inèdit, i el 28 de juny del mateix any també canten al Zankel Hall del Carnegie Hall de Nova York. El 2010 edita el seu segon disc en homenatge a Joan Manuel Serrat juntament amb el pianista Francesc Burrull amb el títol de Temps de pluja (Temps Record), amb el que fan una nova gira per diferents escenaris. El gener de 2012 presenta la seva col·laboració en directe amb el baix barceloní Stefano Palatchi, de títol PalatchiSimo, amb temes de Gershwin, Porter, Ellington i d'altres autors clàssics del gènere.

## Discografia[16]
- Bliss (1987)
- Jazz al Drac, Vol. 1 (1988)
- Laura Simó Sextet – The best is yet to come (1996, Actual Records)
- Laura Simó: De cine – My Favourite things (1999, Actual Records)
- Laura Simó: Senza fine (2002, Satchmo Records)
- Laura Simó & Francesc Burrull interpreten Serrat (2007, Stress Music)
- Gran Canaria Big Band (2008, Gofio Records)
- Laura Simó & Francesc Burrull – Temps de pluja (2010, Temps Record)